# Perania nasicornis
Espèce
Perania nasicornis est une espèce d'araignées aranéomorphes de la famille des Pacullidae.

## Distribution
Cette espèce est endémique de Thaïlande.

## Publication originale
- Schwendinger, 1994 : Four new Perania (Araneae: Tetrablemmidae, Pacullinae) from Thailand and Malaysia. Revue suisse de Zoologie, vol. 101, no 2, p. 447-464.